# The Good German
Pour plus de détails, voir Fiche technique et Distribution.
The Good German ou L'Ami allemand au Québec est un film américain réalisé par Steven Soderbergh et sorti en 2006. Adapté du roman de Joseph Kanon L'Ami allemand, il met en scène dans les principaux rôles George Clooney, Cate Blanchett, et Tobey Maguire, et est entièrement tourné en noir et blanc.
Le film est un échec au box-office et reçoit des critiques mitigées de la part de la presse.

## Synopsis
Un journaliste américain, ancien correspondant de la CBS, arrive à Berlin juste après la fin de la Seconde Guerre mondiale. Espérant retrouver Lena Brandt, sa maîtresse allemande qu'il a autrefois passionnément aimée, Jake Geismer va mener une enquête sur la mort d'un GI dans le secteur russe et découvrir qu'il était l'amant de Lena. Le mari de Lena, brillant scientifique, est-il vraiment mort, que se fabriquait-il à Dora et dans quelles conditions, pourquoi Américains et Soviétiques sont-ils si pressés de mettre la main sur Emil Brandt et ses travaux, comment Lena, Juive dont toute la famille est morte dans les camps, a-t-elle pu survivre jusqu'en 1945, que contient son dossier aux mains des Américains, pourquoi a-t-elle hâte de quitter Berlin, qui manipule qui ? Jake va découvrir la vérité par strates successives jusqu'à la révélation finale, abominable, sur un tarmac d'aéroport.

## Fiche technique
Sauf indication contraire ou complémentaire, les informations mentionnées dans cette section proviennent du générique de fin de l'œuvre audiovisuelle présentée ici.
- Titres : The Good German
- Titres québécois : L'Ami allemand
- Réalisation : Steven Soderbergh
- Scénario : Paul Attanasio, d'après le roman L'Ami allemand de Joseph Kanon
- Musique : Thomas Newman
- Direction artistique : Philip Messina
- Costumes : Louise Frogley
- Photographie : Steven Soderbergh (crédité sous le nom de Peter Andrews)
- Montage : Steven Soderbergh (crédité sous le nom de Mary Ann Bernard)
- Production : Ben Cosgrove, Gregory Jacobs, Ben Waisbren et Frederic W. Brost
- Sociétés de production : Warner Bros., Section Eight et Virtual Studios
- Distribution : Warner Bros.
- Budget : 32 000 000 $[1]
- Pays de production :  États-Unis
- Langues originales : anglais, allemand et russe
- Format : noir et blanc - 1,66:1[2] - Son Dolby Digital / DTS / SDDS -  35 mm (Kodak)[2] - Filmé avec du matériel Panavision
- Genre : Drame, thriller, historique et néo-noir[3]
- Durée : 103 minutes
- Dates de sortie[4] :
  - États-Unis : 12 novembre 2006 (American Cinemateque) et 22 décembre 2006
  - France : 14 février 2007
  - Belgique : 14 mars 2007

## Distribution
- George Clooney (VF : Samuel Labarthe[5] ; VQ : Daniel Picard) : Jacob « Jake » Geismer
- Cate Blanchett (VF : Andrea Schieffer[5] ; VQ : Nathalie Coupal) : Lena Brandt
- Tobey Maguire (VF : Damien Witecka[5] ; VQ : Hugolin Chevrette-Landesque) : Le caporal Patrick Tully
- Tony Curran (VF : Boris Rehlinger[5] ; VQ : Manuel Tadros) : Danny
- Leland Orser (VF : Nicolas Marié[5] ; VQ : Alain Zouvi) : Bernie Teitel
- Beau Bridges (VF : Patrice Melennec[5] ; VQ : Marc Bellier) : le colonel Muller
- Ravil Isyanov (VF : Igor De Savitch[5] ; VQ : Denis Mercier) : le général Sikorsky
- Robin Weigert (VF : Andrea Leonetti-Koch[5]) : Hannelore
- Christian Oliver : Emil Brandt

Référence VQ : Doublage Québec

## Production

### Développement
Le film est l'adaptation cinématographique du roman L'Ami allemand (The Good German) de Joseph Kanon. Avec cette adaptation, Steven Soderbergh a voulu montrer les prémices de la Guerre froide dès la fin de la Seconde Guerre mondiale : « Ce film traite de l'hypocrisie, du mensonge, de la dissimulation et des conséquences d'un après-guerre. On a vu ces comportements à toutes les époques, et on les observera jusqu'à la fin des temps. Ils revêtent, dans ces ambiances tendues, une dimension tragique et peuvent avoir une issue fatale ». Avec son scénariste Paul Attanasio, Soderbergh a retravaillé la structure du roman avec le procédé du « passage du relais » passant d'un personnage principal à un autre.

### Attribution des rôles

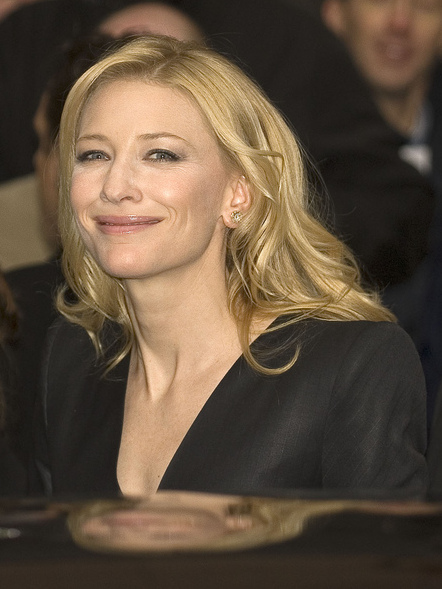
L'actrice Cate Blanchett à la Berlinale 2006, pour la présentation du film.

George Clooney tient le rôle principal de Jake Geismar. Il retrouve Steven Soderbergh pour la cinquième fois, après Hors d'atteinte, Ocean's Eleven, Solaris et Ocean's Twelve. Pour le réalisateur, le choix de l'acteur pour ce rôle était une évidence : « Le rôle semble avoir été écrit sur mesure pour George Clooney. Jake est un personnage intelligent, courageux, déterminé, animé de convictions fortes. Du pur George ! »
Cate Blanchett incarne l'allemande Lena Brandt. L'actrice avoue s'être inspirée de célèbres actrices européennes de l'époque, comme Marlene Dietrich et Ingrid Bergman, ainsi que d'Allemandes ayant survécu à la Guerre : « Ces femmes essayaient de se protéger en bridant leurs émotions, en adoptant une forme d'humour noir face aux privations et aux brutalités qu'elles subissaient jour après jour. L'une d'elles indique dans son journal intime qu'elle ne se rappelle aucun de ses plaisirs d'antan. Lorsque son fiancé revient et l'enlace, elle ne sent rien, elle reste de marbre. Lorsque vous avez été exposé quotidiennement à toutes les dépravations dont l'espèce humaine est capable, le bonheur devient un mot vide de sens. Je pense que c'est cela que Lena éprouve à l'égard de Jake. Pourquoi est-il revenu ? Pour la sauver ? Mais de quoi ? ». Kate Winslet s'est vu proposer ce rôle mais l'a refusé.

### Tournage
Pour coller davantage à l'époque, Steven Soderbergh a voulu tourner avec le même équipement que dans les années 1940. Ainsi, il utilise des objectifs similaires à ceux des films de l'âge d'or hollywoodien, notamment ceux de Michael Curtiz. Aucun micro-émetteur n'est utilisé pour enregistrer les dialogues alors que de la lumière incandescente est utilisée pour éclairer les acteurs. De plus, comme tous les films de cette époque, même ceux dont l'histoire se déroule hors des États-Unis, le tournage a eu lieu à Los Angeles et sa périphérie (Burbank, Pasadena, San Marino, Universal City).

## Bande originale
Albums de Thomas Newman
Little Children
(2006) WALL-E
(2008)
Habitué des films de Steven Soderbergh (notamment la Trilogie Ocean), David Holmes avait d'abord été engagé pour le film, mais sa partition a été rejetée. Thomas Newman compose donc la musique du film. Il avait déjà travaillé avec Steven Soderbergh pour Erin Brockovich, seule contre tous. Le compositeur est ici nommé à l'Oscar de la meilleure musique de film aux Oscars 2007.
Liste des titres
1. Unrecht Oder Recht (Main Title) – 2:25[11]
2. River Havel – 1:07
3. Countless Roundheels – 1:22
4. Such a Boy – 1:36
5. Kraut Brain Trust – 1:05
6. The Russian Deals – 1:12
7. A Good Dose – 1:11
8. "Muller's Billet" – 0:48
9. "Wittenbergplatz" – 0:46
10. "Trip Ticket" – 1:41
11. "Safe House" – 0:57
12. "A Nazi and a Jew" – 1:51
13. "Dora" – 2:49
14. "Kurfürstendamm" – 0:44
15. "The Big Three" – 1:25
16. "A Persilschein" – 1:36
17. "Stickball" – 0:27
18. "Golem" – 1:10
19. "The Atom Bomb" – 1:31
20. "The Good German" – 2:10
21. "Hannelore" – 1:01
22. "Occupation Marks" – 1:19
23. "U-Bahn" – 1:37
24. "The Brandenburg Gate" – 1:26
25. "Skinny Lena" – 1:44
26. "Rockets for Our Side" – 1:50
27. "Always Something Worse" – 2:05
28. "Godless People (End Title)" – 2:43
29. "Jedem Das Seine" – 2:48

## Distinctions
Source : Internet Movie Database

### Récompenses
- Las Vegas Film Critics Society Awards 2006 : meilleure musique pour Thomas Newman
- Prix Sant Jordi du cinéma 2008 : meilleure actrice pour Cate Blanchett (également récompensée pour Elizabeth : L'Âge d'or et Chronique d'un scandale)

### Nominations
- Los Angeles Film Critics Association Awards 2006 : meilleure musique pour Thomas Newman (2e place - également nommé pour Little Children)
- Oscars 2007 : meilleure musique pour Thomas Newman
- Berlinale 2007 : en compétition pour l'Ours d'or
- Critics' Choice Movie Awards 2007 : meilleur compositeur pour Thomas Newman

## Accueil
Le film reçoit des critiques mitigées. Sur l'agrégateur américain Rotten Tomatoes, il ne récolte que 34% d'opinions favorables pour 152 critiques et une note moyenne de 5,04⁄10. Sur Metacritic, il obtient une note moyenne de 49⁄100 pour 34 critiques.
En France, le film obtient une note moyenne de 2,8⁄5 sur le site AlloCiné, qui recense 27 titres de presse.
Le film est un échec au box-office avec seulement 5 914 908 $ récoltés dans le monde, dont 1 308 696 $ sur le sol américain pour un budget de 32 millions de dollars,. En France, il attire 106 359 spectateurs en salles.

## Style visuel

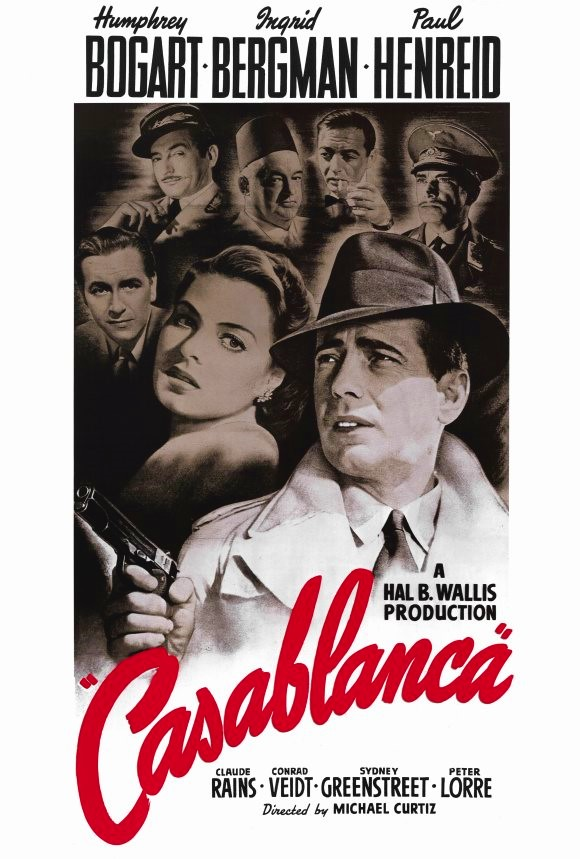
Le film s'inspire de plusieurs éléments de Casablanca, notamment son affiche

L'esthétique générale de The Good German, certains éléments du scénario, en particulier la scène finale ainsi que l'affiche rappellent beaucoup le film Casablanca réalisé dans les années 1940 par Michael Curtiz, mais il ne s'agit pas pour autant d'un remake. De manière générale, le film emprunte l'esthétique et le style des films hollywoodiens des années 1940 dont le noir et blanc sauf le format 1,66:1, car le format standard était le 1:33 jusqu'à l'apparition des nouveaux formats au début des années 50.